# Ledomyia collarata
Ledomyia collarata är en tvåvingeart som beskrevs av Gagne 1987. Ledomyia collarata ingår i släktet Ledomyia och familjen gallmyggor.
Artens utbredningsområde är Venezuela. Inga underarter finns listade i Catalogue of Life.